# Antônio Hora Filho
Antônio Hora Filho, ou somente Antônio Hora (Propriá, 23 de julho de 1968), é um árbitro de futebol brasileiro. Pertence ao quadro especial de árbitros da CBF.

## Partidas apitadas em 2011
O árbitro sergipano tem sido prestigiado nas séries A, B e C do Campeonato Brasileiro de Futebol.

### Campeonato Brasileiro Série A
Atlético-GO  0 - 1  Vasco da Gama

### Campeonato Brasileiro Série B
Icasa  3 - 1  Paraná
Paraná  0 - 1  Americana
ABC  3 - 0  Duque de Caxias
Salgueiro  2 - 0  Goiás
Sport  2 - 0  Grêmio Barueri

### Campeonato Brasileiro Série C
Campinense  1 - 0  América